# Sam Houston Johnson

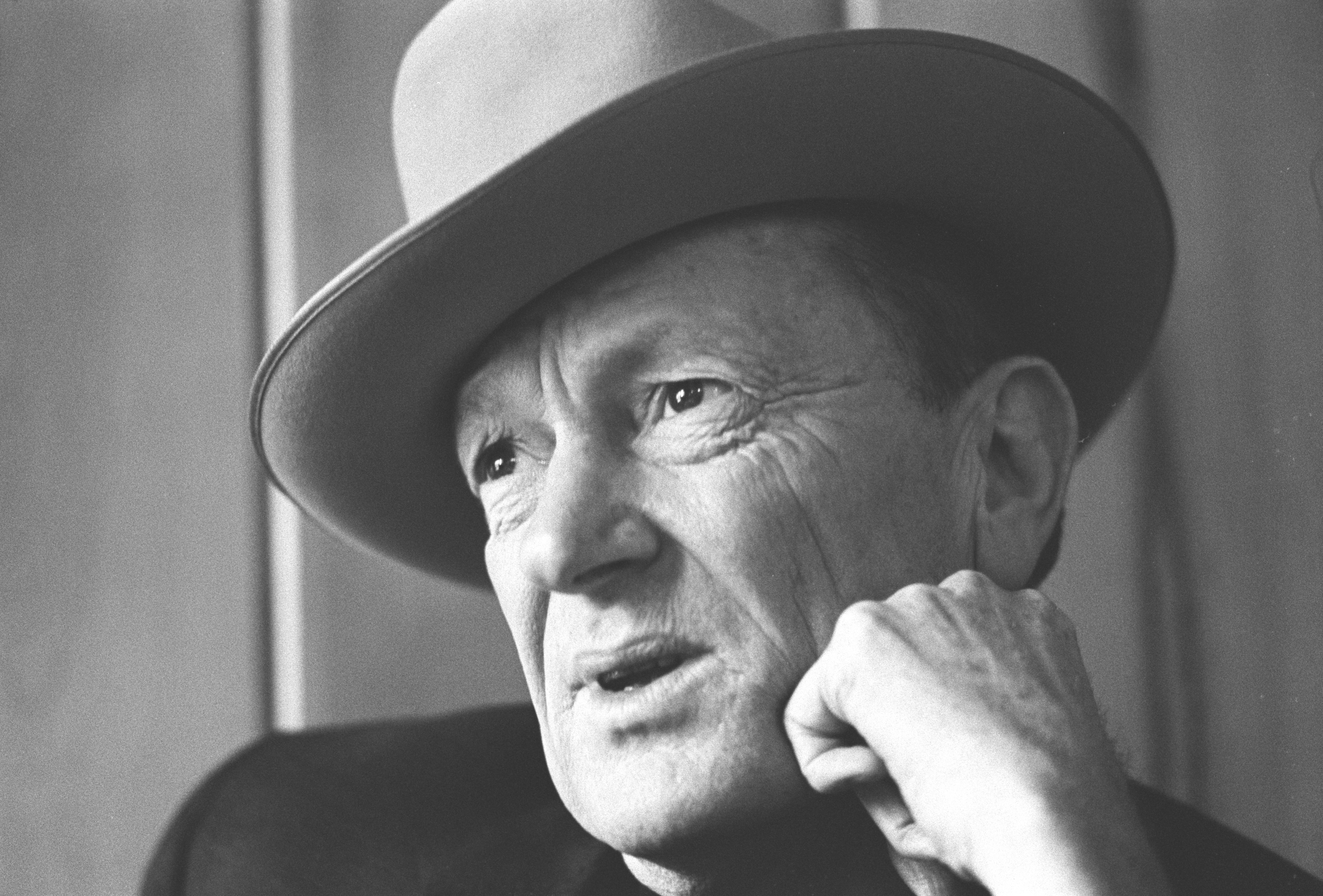

Samuel Houston Johnson III (* 31. Januar 1914 in Johnson City, Texas; † 11. Dezember 1978 in Austin, Texas) war ein US-amerikanischer Geschäftsmann. Er war der jüngere Bruder des Präsidenten Lyndon B. Johnson.

## Frühe Jahre
Sam Houston Johnson wurde als Sohn von Sam Ealy Johnson und Rebekah Baines geboren. Er besuchte wie sein Bruder Lyndon das Southwest Texas State Teachers College und die University of Texas at Austin. 1934 schloss er das Jura-Studium der Cumberland School of Law ab.

## Frühe Karriere
Die meiste Zeit seines Lebens war Sam Houston Johnson Berater seines älteren Bruders Lyndon B. Johnson. Er war ein Teil des unterstützenden Netzwerkes seines Bruders und nahm die politischen Aktivitäten in Texas wahr.
Als sein Bruder 1934 zum Direktor der texanischen National Youth Administration ernannt wurde, ersetzte Sam Houston Johnson ihn als Hauptberater des Kongressmanns Richard M. Kleberg.
Später arbeitete auch er für die National Youth Administration in Texas. Außerdem arbeitete er als Gutachter für die Federal Land Bank in Houston und berichtete seinem Bruder von diesen Aktivitäten.
Während des Zweiten Weltkrieges arbeitete Sam Johnson als Mitarbeiter des War Production Boards. Gleichzeitig, wurde er im Senatsbüro seines Bruders angestellt, und arbeitete an Lyndons Wahlkampf-Kampagne.
Neben der Arbeit mit und für seinen Bruder arbeitete Sam Houston Johnson auch als Versicherungsleiter und als mexikanischer Repräsentant eines texanischen internationalen Speditionsunternehmens.

## Späte Karriere
Sam Houston Johnson war Alkoholiker. In seinem späten Leben limitierte ihn sein Trinkverhalten und seine körperlichen Behinderungen, die aufgrund einer gebrochenen Hüfte entstanden, seine Nützlichkeit als Mitglied in der Organisation seines Bruders.
1970 schrieb er seine Erinnerungen My Brother Lyndon, welche seinen Bruder in vielen Belangen rühmten, aber in anderen auch kritisch waren. Zu dieser Zeit entfremdeten sich die Brüder, Johnson behauptete, das Buch sei nicht der Grund dafür gewesen. Die beiden versöhnten sich vor Lyndons Tod.
Sam Houston Johnson hörte 1972 mit dem Alkohol trinken auf und besuchte wieder regelmäßig Gottesdienste in der Austin's konfessionsloser Gemeindekirche.
Der Historiker Robert A. Caro interviewte Johnson als einer seiner zahlreichen Quellen, während seiner Recherche zum Buch The Years of Lyndon Johnson. Laut Caro glaubte er zuerst, Johnson wäre aufgrund seiner alkoholischen Vergangenheit keine sichere Quelle. Nach einiger Zeit überzeugte Caro sich davon, dass Johnson glaubwürdig war, auf Grund seiner neu gefundenen Religion und seiner Nüchternheit.

## Heirat und Familie
1940 heiratete Sam Houston Johnson Albertine Summers. Die beiden wurden 1944 geschieden. Ihre Kinder waren ihre Tochter Josefa Roxane (Roxanne) (* 1941) und ihr Sohn Samuel Summers (Sam) (* 1942). Er heiratete 1955 noch einmal, und zwar Mary Jane Michelson Fish. Auch diese Ehe wurde später geschieden.

## Tod und Begräbnis
1976 wurde bei ihm Krebs diagnostiziert und ein schädlicher Tumor wurde aus seinen Lungen entfernt. Sein Lungenkrebs kam wieder und Johnson starb im Holy Cross Hospital in Austin am 11. Dezember 1978. Er wurde im Johnson Familiengrab in Stonewall (Texas) begraben.